# Папский городок
Папский городок (англ. Popetown) — комедийный мультфильм 2005 года.
Мультфильм был создан на телеканале BBC в Англии в 2005 году. BBC хотело выпустить Popetown в эфир, однако католики, узнав об этом, завалили письмами руководство BBC, и мультфильм так и не вышел в эфир. Popetown транслировался на MTV-Германия, C2 и 2×2 (Россия).

## Сюжет
Студент на уроках рисует в альбоме, который он назвал «Popetown» (Папский городок). Его рисунки изображают жизнь главного героя, Отца Николаса, который живёт в Папском Городке. Основная проблема Отца Николаса — он секретарь весёлого и инфантильного Папы. На протяжении всего сериала в главные обязанности Отца Николаса входит оберегать Папу от неприятностей и случайностей, в которые тот всё время попадает.
В привязке к основной сюжетной линии развиваются и поднимаются такие эпизоды, как коррупция трёх папских кардиналов за спиною папы, проблемы католической церкви, международные и межконфессиональные отношения.

## Авторы
- Изабель Дюберне
- Эрик Фюрер
- Фил Окс
- Кевин Элдон
- Саймон Гринолл
- Морвина Бэнкс
- МакКензи Крук
- Джеймс Бахман
- Марк Эванс
- Давид Квантик

## Эпизоды
- 1 серия: Двойник
- 2 серия: Официальный визит
- 3 серия: Большой бой
- 4 серия: В западне
- 5 серия: Одержимый
- 6 серия: Прекрасная игра
- 7 серия: Семейное дело
- 8 серия: Карьерная возможность
- 9 серия: Поездка
- 10 серия: Дерби